# Bodendenkmal Kirche St. Johann Baptist

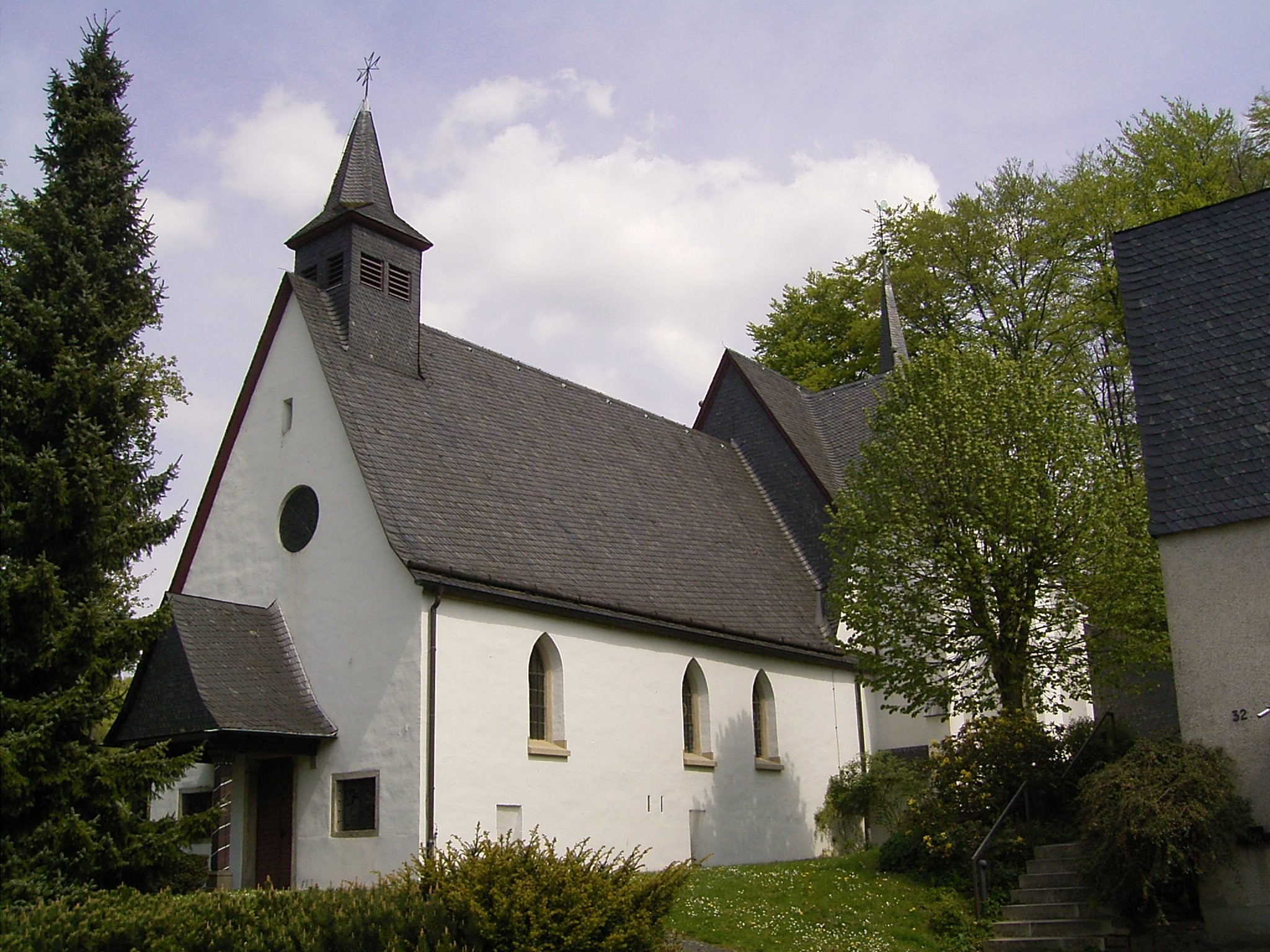
Kirche St. Johann Baptist

Das Bodendenkmal Kirche St. Johann Baptist befindet sich im Stadtteil Herrenstrunden von Bergisch Gladbach im Rheinisch-Bergischen Kreis.

## Beschreibung
Die Kirche St. Johann Baptist in Herrenstrunden gehört aus bodendenkmalpflichtiger Sicht zu den bedeutenden Zeugnissen des mittelalterlichen Kapellen- und Kirchenbaus im Bergischen Land. Der gute Erhaltungszustand der Kirche lässt darauf schließen, dass im Boden bisher nicht bekannte archäologische Zeugnisse über die älteste Siedlungsgeschichte von Herrenstrunden verborgen sind. Das betrifft das gesamten Schutzgebiet im Bereich der Kirche und der angrenzenden Umgebung.
Die im Untergrund erhaltenen archäologischen Bodenurkunden dokumentieren nicht nur die bauliche Entwicklung der Kirche, sondern sind auch für den damit verbundenen Kulturkreis der Kirche mit einem Begräbnisplatz von historischer Bedeutung. Zudem sind die im Untergrund erhaltenen Mauerreste und Gräben mit ihrem sie umgebenden und einschließenden Boden bedeutend für die mittelalterliche und frühneuzeitliche Siedlungs- und Kirchengeschichte der Stadt Bergisch Gladbach und des Stadtteils Herrenstrunden. An der Erhaltung als ortsfestes Bodendenkmal besteht aus diesen Gründen ein öffentliches Interesse.

## Bodendenkmal
Das Gebiet ist unter Nr. 17 in die Liste der Bodendenkmäler in Bergisch Gladbach eingetragen.